# Disperis nitida
Espèce
Statut de conservation UICN

 EN B1ab(iii)+2ab(iii) : En danger
Disperis nitida est une espèce de plantes (de la famille des orchidées) endémiques du Cameroun que l'on retrouve dans deux localités notamment à Manengouba et dans la région montagneuse de Bamenda. En déclin constant à cause de la déforestation de ces zones non protégés, elle est évaluée comme une espèce en danger critique d'extinction.